# American Dream
American Dream es el quinto álbum de estudio del supergrupo Crosby, Stills, Nash & Young, publicado por la compañía discográfica Atlantic Records en noviembre de 1988. El álbum, el primero con la colaboración de Neil Young en dieciocho años, desde la publicación de Déjà Vu (1970), alcanzó el puesto 16 en la lista estadounidense Billboard 200 y fue certificado como disco de platino por Recording Industry Association of America. Hasta la fecha, es el último álbum de CSNY en obtener una certificación por ventas. 

## Historia
Neil Young hizo una promesa a David Crosby de reunirse con Stills y Nash si solucionaba sus problemas con la droga. El tiempo que pasó Crosby en prisión en Texas en 1986 le permitió abandonar el consumo de drogas, y Young cumplió su palabra, reuniéndose con el trío en su propio rancho de Woodside, California para grabar un nuevo álbum.
El tema que da título al álbum, «American Dream», fue compuesto por Young y era una sátira de los escándalos políticos sensacionalistas que implicaron a Oliver North, el antiguo candidato a la Presidencia Gary Hart, y al evangelista Jimmy Swaggart. El video promocional de «American Dream» para la MTV recibió abundante difusión, pero el sencillo no llegó a entrar en la lista Billboard Hot 100, al igual que otros tres temas extraídos del álbum. El único sencillo que consiguió entrar, «Got It Made», llegó al puesto 69. 

## Recepción
A pesar de la expectación por el primer disco del cuarteto desde Déjà Vu (1970), la crítica encontró las canciones demasiado plácidas y trilladas. Anthony DeCurtis escribió en la revista Rolling Stone: «A pesar de las agradables melodías, una canción ocasionalmente interesante y las armonías propias, American Dream es, en su mayor parte, un festín soñoliento». En su libro The Worst Rock and Roll Records of All Time, Jimmy Guterman y Owen O'Donnell fueron especialmente viciosos, calificando American Dream como el cuarto peor álbum de todos los tiempos. Como ardientes detractores de Crosby, Stills y Nash, los dos autores declararon que no habían previsto nada que valiese la pena del tío y que llevaron a Young a la tarea de componer, que a su juicio hizo que el álbum fuera especialmente malo. Guterman y O'Donnell declararon que las contribuciones de Young a American Dream fueron fracasos que nunca habría publicado en sus discos en solitario. «Aquí, sin embargo», escribieron, «eran los éxitos».
David Crosby, de hecho, reconoció que el álbum tenía demasiadas canciones y que su composición no estaba a la par de sus compañeros. «En conjunto, la grabación de American Dream, me quedé tendido. Y no teníamos, realmente, el mejor grupo de canciones con las que trabajar... Entonces, a pesar de que no teníamos suficientes canciones buenas, ¡terminamos por poner catorce en el álbum! Creo que fue una estupidez».

## Lista de canciones
| Cara A |                              |                                    |                          |          |  |
| N.º    | Título                       | Escritor(es)                       | Fecha de grabación       | Duración |  |
| 1.     | «American Dream»             | Neil Young                         | 3 de marzo de 1988       | 3:15     |  |
| 2.     | «Got It Made»                | Stephen Stills, Neil Young         | 28 de julio de 1988      | 4:36     |  |
| 3.     | «Name of Love»               | Neil Young                         | 25 de febrero de 1988    | 4:28     |  |
| 4.     | «Don't Say Goodbye»          | Graham Nash, Joe Vitale            | 15 de septiembre de 1988 | 3:23     |  |
| 5.     | «This Old House»             | Neil Young                         | 4 de mayo de 1988        | 4:44     |  |
| 6.     | «Nighttime for the Generals» | David Crosby, Craig Doerge         | 24 de marzo de 1988      | 4:20     |  |
| 7.     | «Shadowland»                 | Rick Ryan, Graham Nash, Joe Vitale | 24 de abril de 1987      | 4:33     |  |

| Cara B |                     |                                       |                          |          |  |
| N.º    | Título              | Escritor(es)                          | Fecha de grabación       | Duración |  |
| 1.     | «Drivin' Thunder»   | Stephen Stills, Neil Young            | 2 de marzo de 1988       | 3:12     |  |
| 2.     | «Clear Blue Skies»  | Graham Nash                           | 28 de marzo de 1988      | 3:05     |  |
| 3.     | «That Girl»         | Stephen Stills, Joe Vitale, Bob Glaub | 10 de mayo de 1988       | 3:27     |  |
| 4.     | «Compass»           | David Crosby                          | 22 de marzo de 1988      | 5:19     |  |
| 5.     | «Soldiers of Peace» | Graham Nash, Craig Doerge, Joe Vitale | 16 de septiembre de 1988 | 3:43     |  |
| 6.     | «Feel Your Love»    | Neil Young                            | 21 de julio de 1988      | 4:09     |  |
| 7.     | «Night Song»        | Stephen Stills, Neil Young            | 28 de julio de 1988      | 4:17     |  |

## Personal
Músicos
- David Crosby: voz y guitarra acústica en "Clear Blue Skies" y "Compass"
- Stephen Stills: voz y guitarra en "Name of Love," "Don't Say Goodbye," "Nighttime for the Generals," "Drivin' Thunder," "Clear Blue Skies," "That Girl," "Soldiers of Peace," y "Night Song" teclados en "American Dream" y "Got It Made"; sintetizador en "Don't Say Goodbye"; bajo, sintetizador y palmadas en "Night Song"; percusión en "Drivin' Thunder"
- Graham Nash: voz, piano en "Don't Say Goodbye"; guitarra eléctrica en "Nighttime for the Generals"; efectos de sonido en "Shadowland"; teclados y armónica en "Clear Blue Skies"
- Neil Young: voz, guitarras en todos los temas excepto "Compass" todos los instrumentos en "This Old House"; piano en "Don't Say Goodbye"; armónica en "Compass"; percusión en "Name of Love" y "Feel Your Love"
- Joe Vitale: batería en "American Dream," "Got It Made," "Name of Love," "Don't Say Goodbye," "Nighttime for the Generals," "Drivin' Thunder," "Clear Blue Skies," y "Night Song"; todos los instrumentos, efectos de sonido y voz en "Shadowland"; teclados en "Clear Blue Skies," "That Girl," "Compass," y "Soldiers of Peace"; sintetizador en "Don't Say Goodbye"; percusión en "Drivin' Thunder" y "Feel Your Love"; vibráfono en "Feel Your Love"
- Mike Finnigan: órgano en "Nighttime for the Generals"; teclados y coros en "Soldiers of Peace"
- Bob Glaub: bajo en "American Dream," "Got It Made," "Name of Love," "Nighttime for the Generals," "Drivin' Thunder," "Clear Blue Skies," "That Girl," y "Soldiers of Peace"
- Joe Lala: percusión on "Got It Made," "Shadowland," "Clear Blue Skies," and "That Girl" drums on "Soldiers of Peace"
- Chad Cromwell: batería en "That Girl"
- The Bluenotes: Tommy Bray, Claude Callilet, Larry Cragg, John Fumo, Steve Lawrence: sección de vientos en "That Girl"
- Brian Bell: sintetizador en "This Old House"
- Rhett Lawrence: sintetizador en "Soldiers of Peace"
- Niko Bolas, Tim Mulligan, Tim Foster, Brentley Walton: palmas en "American Dream"
- Bill Boydston, Don Gooch, Bill Lazerus: efectos de sonido en "Shadowland"
- The Volume Dealers Choir: Kelly Ashmore, Betsy Aubrey, Tom Banghart, Cha Blevins, Niko Bolas, Craig Doerge, Scott Gordon, R. Mac Holbert, Stanley Johnston, Bill Krause, Debbie Meister, Tim Mulligan, Susan Nash, Jay Parti, Steve Perry, Vince Slaughter, Joe Vitale, Paul Williamson: coros en "Soldiers of Peace"

Equipo técnico
- Crosby, Stills, Nash & Young, Niko Bolas: producción musical
- Tim Mulligan: asistente de producción
- Gary Long, Tim McCollan, Brentley Walto: ingenieros de sonido
- Tom Banghart, Bob Vogt: mezclas
- Gary Burden: dirección artística y diseño
- Henry Diltz, Aaron Rapoport: fotografía
- Delana Vettoli: ilustraciones

## Posición en listas
| País           | Lista                      | Posición |
| -------------- | -------------------------- | -------- |
| Alemania       | Media Control Top-50 Chart | 48       |
| Australia      | ARIA Albums Chart          | 47       |
| Estados Unidos | Billboard 200              | 16       |
| Países Bajos   | Mega Album Top 100         | 59       |
| Suecia         | Albums Top 60              | 26       |

| Sencillo                | Lista                  | Posición |
| ----------------------- | ---------------------- | -------- |
| «Nightime For Generals» | Mainstream Rock Tracks | 39       |
| «Got It Made»           | Billboard Hot 100      | 69       |
| «Got It Made»           | Mainstream Rock Tracks | 1        |
| «American Dream»        | Mainstream Rock Tracks | 4        |
| «That Girl»             | Mainstream Rock Tracks | 25       |

## Certificaciones
| Fecha               | País           | Organismo certificador | Certificación | Ventas certificadas |
| ------------------- | -------------- | ---------------------- | ------------- | ------------------- |
| 27 de enero de 1989 | Estados Unidos | RIAA                   | Platino       | 1 000 000           |